# Geromina
Geromina is een plaats (frazione) in de Italiaanse gemeente Treviglio.